# Communauté rurale de Mbeuleukhé
La communauté rurale de Mbeuleukhé est une ancienne communauté rurale du Sénégal située au nord-ouest du pays. Elle faisait partie de l'arrondissement de Yang Yang, du département de Linguère et de la région de Louga.
En 2011 une scission de la communauté rurale de Mbeuleukhé conduit à la création de la commune de Mbeuleukhé.